# Психологія і суспільство
«Психологія і суспільство» — український теоретико-методологічний соціогуманітарний журнал. Заснований 2000 року в ТАНГ (нині ЗУНУ). Виходить двічі на рік (у 2000-20 роках - чотири рази на рік). Входить до Переліку наукових фахових видань України категорії “Б” у галузі психологічних наук, спеціальність – 053 Психологія . У 2001—2017 роках — фахове видання із психології, соціології та філософії.

## Про видання
Ідентифікатор медіа: R-30-04422 (Рішення Національної ради України з питань телебачення і радіомовлення від 9 травня 2024 року №1561)
Лауреат Загальнонаціональної громадської акції «Флагмани освіти і науки України» (2011).
Обсяг видання — 150—200 сторінок формату А4. Наклад — 1000—1500 примірників щороку.
З 2001 року входить до переліку наукових фахових видань України. Індексується наукометричними системами Index Copernicus (з 2017) та Google Scholar (з 2013). На основі показника п'ятирічного індексу Гірша (h5 — кількість статей журналу за 2012—2016 роки, на які є посилання в понад h публікаціях) в системі Google Scholar станом на 1 жовтня 2019 року, журнал входив в тридцять кращих в національному рейтингу, що містив 650 періодичних видань. Повний архів журналу з часу його заснування зберігається в інституційному репозитарії бібліотеки ім. Л.Каніщенка Тернопільського національного економічного університету (нині ЗУНУ). З 2017 року журнал отримує цифровий ідентифікатор DOI (digital object identifier) на всі опубліковані номери і наукові статті.

## Редакція
Видавець: Західноукраїнський національний університет. Голова редакційної ради — Оксана Десятнюк. Головний редактор — Анатолій Фурман.

## Додатки
Вітакультурний млин — методологічний додаток журналу. Видається ГО "Інтелектуальний штаб громадянського суспільства" з 2002 року двічі на рік. Формат А5, 100-150 сторінок, наклад 600 примірників щороку. Науковий редактор-консультант — Анатолій Фурман.  